# Ekopark Halle- och Hunneberg
Ekopark Halle- och Hunneberg är en 5300 hektar stor ekopark som består av platåbergen Halleberg och Hunneberg strax öster om Vänersborg och Trollhättan. Inom ekoparken finns naturreservaten Halle- och Hunnebergs platåer, Halle- och Hunnebergs rasbranter, Öjemossarnas naturreservat och Grinnsjö domänreservat.